# Rivière La Maria
Rivière La Maria är ett vattendrag i Kanada.   Det ligger i provinsen Québec, i den östra delen av landet, 600 km nordost om huvudstaden Ottawa. Rivière La Maria ligger vid sjön Lac Maria.
Trakten runt Rivière La Maria är nära nog obefolkad, med mindre än två invånare per kvadratkilometer.